# Cry (Just a Little)
Pour les articles homonymes, voir Cry.
Singles de Bingo Players
Tom's Diner
(2010) Rattle
(2011)
Cry (Just a Little) est une chanson du duo de dance néerlandais Bingo Players sorti le 18 mai 2011 sous forme numérique.
La chanson contient un sample de Piano in the Dark de Brenda Russell qui à l'origine est écrit par Scott Cutler, Brenda Russell et Jeff Hull.
Piano in the dark est réinterprété par Kelli-Leigh avec Hal Ritson.
Le single se classe dans 3 hit-parades de pays différents en Belgique (Flandre), aux Pays-Bas et au Royaume-Uni.
Le clip de cette chanson a été tourné en France, plus précisément à Marseille.

## Formats et liste des pistes
| 1. | Cry (Just a Little) (Original Mix)       | 6:18 |
| 2. | Cry (Just a Little) (Olav Basoski Remix) | 6:44 |
| 3. | Cry (Just a Little) (Club Edit)          | 3:58 |
| 4. | Cry (Just a Little)                      | 3:04 |

| 1. | Cry (Just a Little) (UK Radio Edit)    | 2:21 |
| 2. | Cry (Just a Little) (Radio Edit)       | 3:04 |
| 3. | Cry (Just a Little) (Original Mix)     | 6:18 |
| 4. | Cry (Just a Little) (Olav Basoski Mix) | 6:44 |
| 5. | Cry (Just a Little) (XNRG Mix)         | 4:58 |

## Classement par pays
| Classement (2011)                      | Meilleure position |
| -------------------------------------- | ------------------ |
| Belgique (Flandre Ultratop 50 Singles) | 28                 |
| Pays-Bas (Single Top 100)              | 7                  |
| Royaume-Uni (UK Dance Chart)           | 7                  |
| Royaume-Uni (UK Singles Chart)         | 44                 |

## Historique de sortie
| Pays        | Date              | Format                   | Label                |
| ----------- | ----------------- | ------------------------ | -------------------- |
| Belgique    | 18 mai 2011       | Téléchargement numérique | Mostiko              |
| Royaume-Uni | 18 septembre 2011 | Téléchargement numérique | All Around the World |